# Mikromobil
Das  Mikromobil war ein Kleinwagen, der zwischen 1922 und 1924 in Hamburg gebaut wurde.
Angetrieben war das Gefährt von einem 4/18-PS-Vierzylinder-Zweitaktmotor, der aus 0,8 l Hubraum eine Leistung von 18 PS (13,2 kW) schöpfte.

## Quelle
- Werner Oswald: Deutsche Autos 1920–1945, 10. Auflage, Motorbuch Verlag Stuttgart (1996), ISBN 3-87943-519-7, Seite 450